# Laufbacher Eck
Das Laufbacher Eck ist ein 2178 m hoher Nebengipfel des Schnecks in den Allgäuer Alpen. Es hat den Charakter eines Grasbergs und liegt südöstlich des Lachenkopfs und nördlich des Rotkopfs, von dem er durch den Laufbacher-Eck-Sattel getrennt wird. Über diesen Sattel verläuft der Höhenweg vom Edmund-Probst-Haus zum Prinz-Luitpold-Haus. Am Laufbacher Eck zweigt nach Nordosten ein Seitenkamm mit den Gipfeln Salober, Berggächtle und Giebel ab.
Das Laufbacher Eck kann vom Laufbacher-Eck-Sattel in wenigen Minuten unschwer erreicht werden. Es bietet eine hervorragende Aussicht auf die Höfats, die Daumengruppe, den Allgäuer Hauptkamm und die Berge um das Kleinwalsertal. 
Die Botanik des Laufbacher Ecks ist ähnlich vielfältig wie die von Höfats oder Schneck. Daher sorgt hier wie bei der Höfats während der Sommermonate ein Posten der Bergwacht für den Schutz der botanischen Raritäten.